# (9772) 1993 MB
1993 أم بي (ويعرف أيضًا باسم (9772) 1993 أم بي وفق تسمية الكوكب الصغير) (بالإنجليزية: 1993 MB)‏ هو كويكب ضمن حزام الكويكبات؛ وترتيبه 9772 من حيث الاكتشاف.
اكتُشف هذا الجُرم الفلكي بواسطة Timothy B. Spahr ‏ في 16 يونيو 1993.

## وصلات خارجية
- (9772) 1993 MB في قاعدة بيانات مختبر الدفع النفاث لأجرام النظام الشمسي الصغيرة

- الاكتشاف · مخطط المدار ·  العناصر المدارية · المعلمات المادية

- (9772) 1993 MB على موقع ويكي سكاي: DSS2, SDSS, GALEX, IRAS, Hydrogen α, X-Ray, Astrophoto, Sky Map, Articles and images